# The only ones (Hawklords)
The Only Ones is een nummer van de Britse band Hawklords, dat is geschreven door de toenmalige twee basisleden van die band Brock en Calvert. Het gehele album ademt een pessimistische sfeer en ook dit nummer wijkt daarvan niet af. Het nummer gaat over de hoogmoed (voor de val) van de mens. De mens wil in totale vrijheid door de ruimte zweven, maar de tekstschrijver waarschuwt dat Icarus, de enige man die het ooit geprobeerd heeft, uiteindelijk ook weer terugviel naar de Aarde. De enigen (The Only Ones) die blijven slagen om te genieten van eeuwige vrijheid zijn engelen.

## Musici
- Robert Calvert – zang
- Dave Brock – gitaar, tweede zangstem
- Harvey Bainbridge – basgitaar
- Steve Swindells – toetsinstrumenten
- Simon House – viool
- Simon King – conga's
- Martin Griffin – slagwerk